# اچ‌ام‌ای‌اس رانکین (اس‌اس‌جی ۷۸)
اچ‌ام‌ای‌اس رانکین (اس‌اس‌جی ۷۸) (به انگلیسی: HMAS Rankin (SSG 78)) یک زیردریایی است که طول آن ۷۷٫۴۲ متر (۲۵۴٫۰ فوت) می‌باشد. این زیردریایی در سال ۲۰۰۱ ساخته شد.